# Dattus
Dattus (sau Datto) (d. 1020) a fost un conducător longobard din Bari, cumnatul lui Melus din Bari
Dattus s-a raliat cumnatului său Melus din Bari în anul 1009, atunci cînd acesta s-a răsculat împotriva autorității bizantine din sudul Italiei. 
În 1010, rosculații au ocupat Ascoli și Troina. În martie 1011, catepanul bizantin Vasile Mesardonites și generalul Leon Tornikios Kontoleon, strategos de Cefalonia, au debarcat cu puternice întăriri de trupe sosite de la Constantinopol, Vasile trecând imediat la asedierea răsculaților din Bari. Cetățenii greci din oraș au negociat cu Mesardonites și i-au alungat pe conducătorii normanzi, Melus și Dattus. Catepanul a pătruns astfel în oraș în data de 11 iunie 1011, restabilind autoritatea bizantină. Totuși, el nu și-a însoțit victoria cu măsuri represive severe, rezumându-se la a trimite familia lui Melus, inclusiv pe fiul acestuia, Argyrus, la Constantinopol.
În vreme ce Melus a găsit refugiu la contele Guaimar al III-lea de Salerno, Dattus a căutat protecție la abatele de Montecassino, unde a găsit sprijin în rândul cplugărilor latini și la papa Benedict al VIII-lea, care i-a acordat cu îmrumut trupele papale pentru a se putea baricada și a rezista în turnul de laGarigliano, aflat pe teritoriul ducatului de Duchy of Gaeta, pe atunci guvernat de către ducesa Emilia, cunoscută pentru politica sa antibizantină.
În 1016, a revenit alături de Melus și de mercenarii normanzi din Apulia. La început, răsculații au înregistrat unele mici succese asupra bizantinilor, însă au fost înfrânți categoric în bătălia de la Cannae din 1018, drept pentru care Dattus s-a refugiat din nou în vechiul turn de la Montecassino.
În 1020, în vreme ce Melus avea întrevederi cu regele german la Bamberg, noul catepan Vasile Boioannes, sprijinit de către principele Pandulf al IV-lea de Capua, a început atacul asupra turnului și, la 15 iunie, Dattus a fost legat într-un sac alături de o maimuță, un cocoș și un șarpe și aruncat în mare. Actul a atras după sine un răspuns rapid al occidentalilor, o uriașă armată condusă de împăratul Henric al II-lea pornind în marș pentru a asedia noua fortăreață ridicată de bizantini la Troia, în regiunea Foggia. 